# Waaierkorstzwam
Waaierkorstzwam (Stereum subtomentosum) is een schimmel uit de familie Stereaceae. Hij leeft saprotroof op loofhout op rijke zandgronden. Hij komt voor in verschillende soorten lucht- of bodemvochtige loof- en gemengde bossen, die rijk zijn aan basen en voedingsstoffen. Hij komt voor op loofhouttakken en -stammen. Hij heeft een waardplantvoorkeur voor els (Alnus), maar hij groeit ook op beuk (Fagus sylvatica), berk (Betula), Carpinus en esdoorn (Acer). De schimmel is ook te vinden in populierenbossen en aan de randen van stilstaand en stromend water. Het komt zelden voor buiten gesloten boompopulaties, zoals in parken en tuinen. In uiterst zeldzame gevallen wordt ook naaldhout aangetast. De paddenstoel is het hele jaar door te vinden.

## Kenmerken
Uiterlijke kenmerken
Het vruchtlichaam is leerachtig, korstvormig  met ver uitstaande, waaiervormige, golvende schijnhoedjes. De hoeden bereiken een breedte tussen de drie en tien centimeter en staan tot vijf centimeter van de ondergrond. Ze zijn 0,2 tot 0,6 millimeter dik. De bovenzijde van de hoedjes is harig viltig (niet ruwharig zoals de gele korstzwam). Het vruchtlichaam is smal aangehecht. De bovenkant is gezoneerd bruin-geel gekleurd. De groeirand is bleker van kleur. De onderzijde van het hymenium is geelachtig tot grijs-oker gekleurd. De rand is bijna wit als ze vers zijn. Na druk of beschadiging verkleurt deze felgeel.
De sporenprint is wit.
Microscopische kenmerken
De sporen zijn glad, amyloïde, ellipsvormig tot cilindrisch van vorm en meten 5,5-7,5 × 2,2-3 µm. De pseudocystidia zijn 5-10 µm breed, lancetvormig of cilindrisch met een afgeronde top of wormachtig uitsteeksel, kleurloos of geelachtig. Acutocystidia zijn, net als de basen, gemaakt van dunwandige hyfen. Ze zijn lancetvormig met een aanhangsel aan de top, 35-40 µm lang en 4-510 µm breed. De basidia zijn knotsvormig, met afmetingen 25-40 × 4-6 µm. Hymenium heeft lancetvormige parafysen; maar pseudoacanthophysen zijn afwezig.

## Verspreiding
In Europa strekt het gebied zich uit van Frankrijk in het westen tot Slowakije in het oosten en in het noorden tot de kustgebieden van Fennoscandinavië. In Zuid-Europa is de soort schijnbaar afwezig of zeer zeldzaam; de voorkomens in Oost-Europa zijn nog onvoldoende onderzocht. In Duitsland is de schimmel wijdverspreid van de kust tot in de Alpendalen. In Nederland komt de soort zeer algemeen voor.

## Foto's

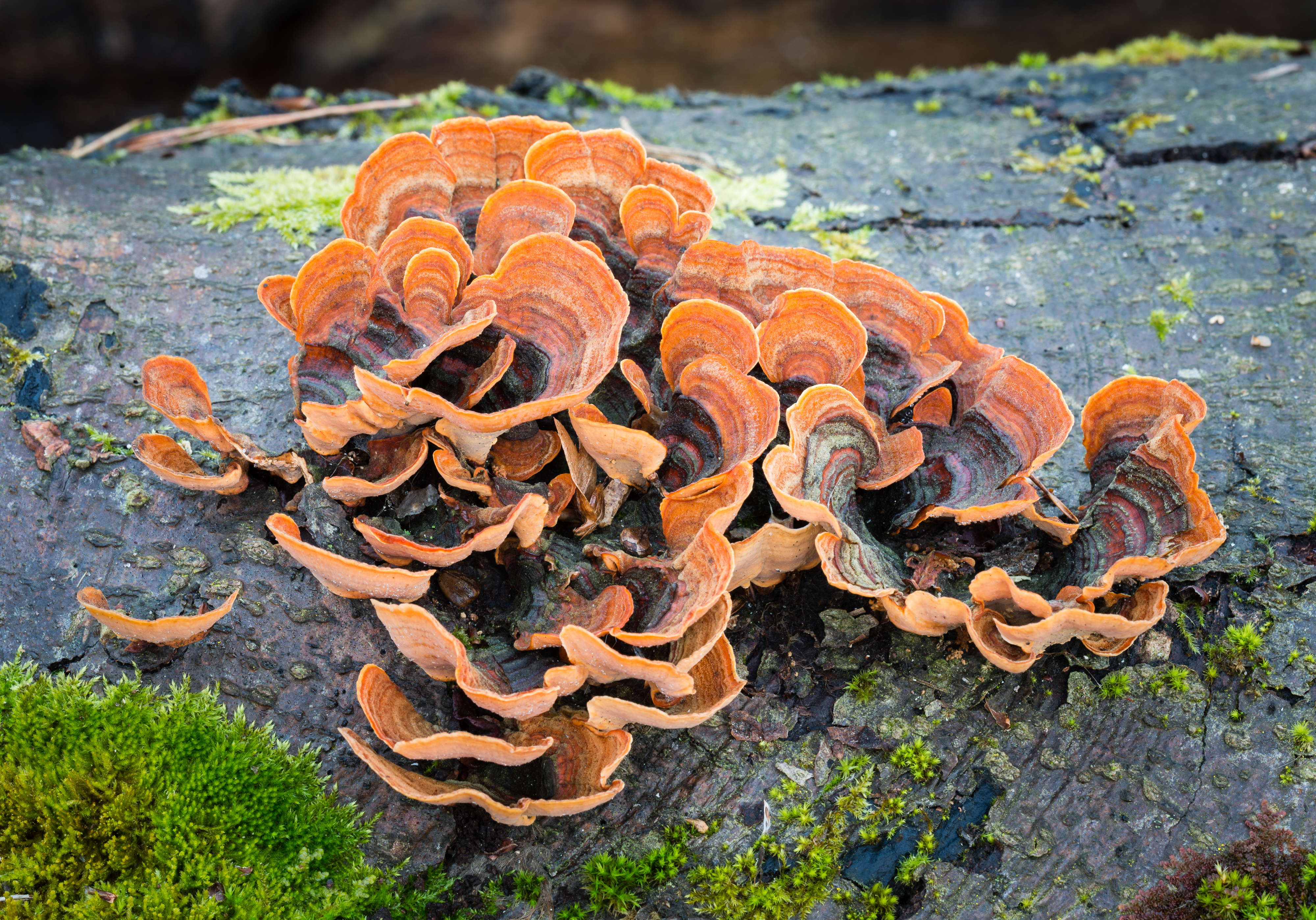
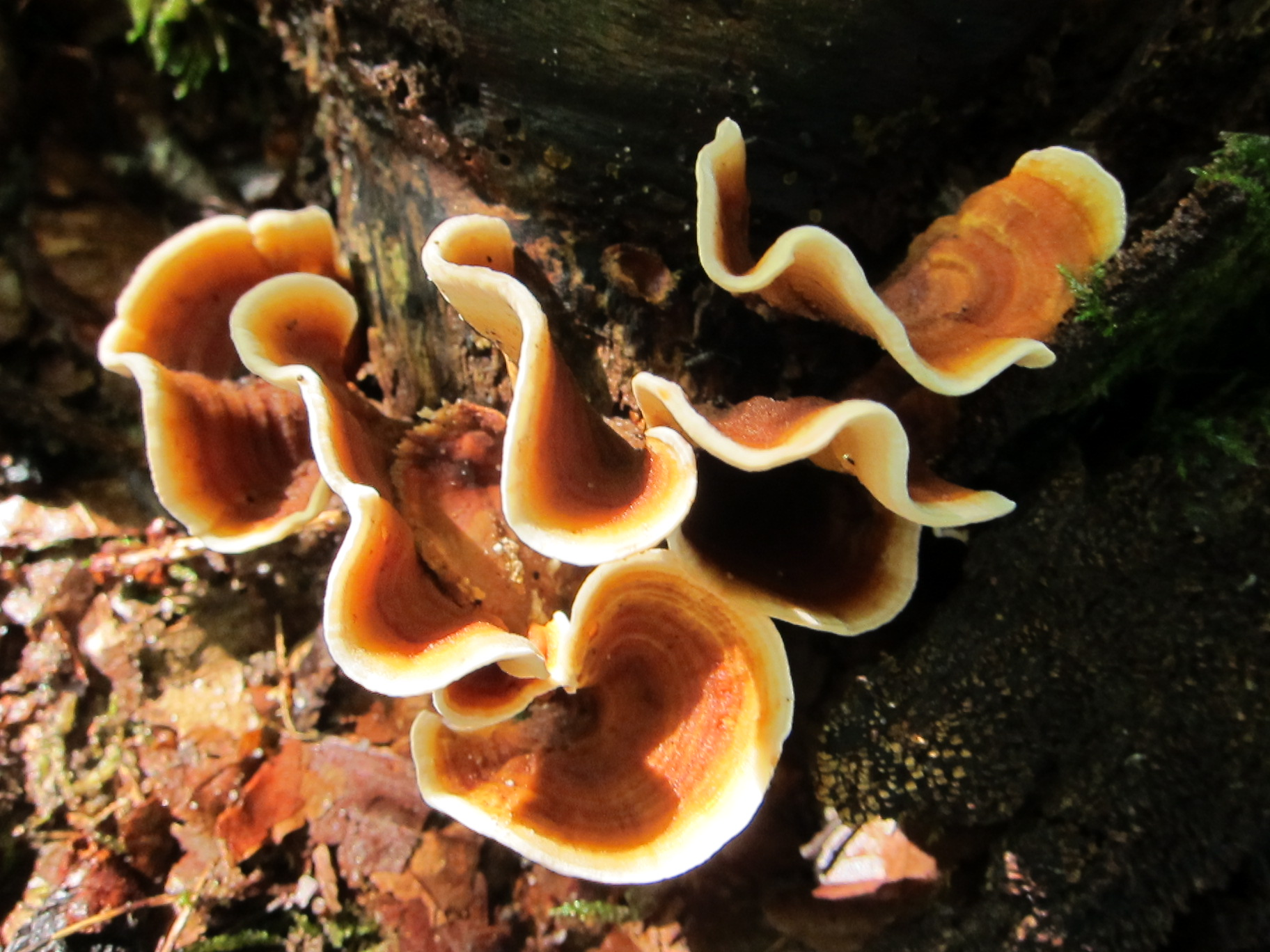
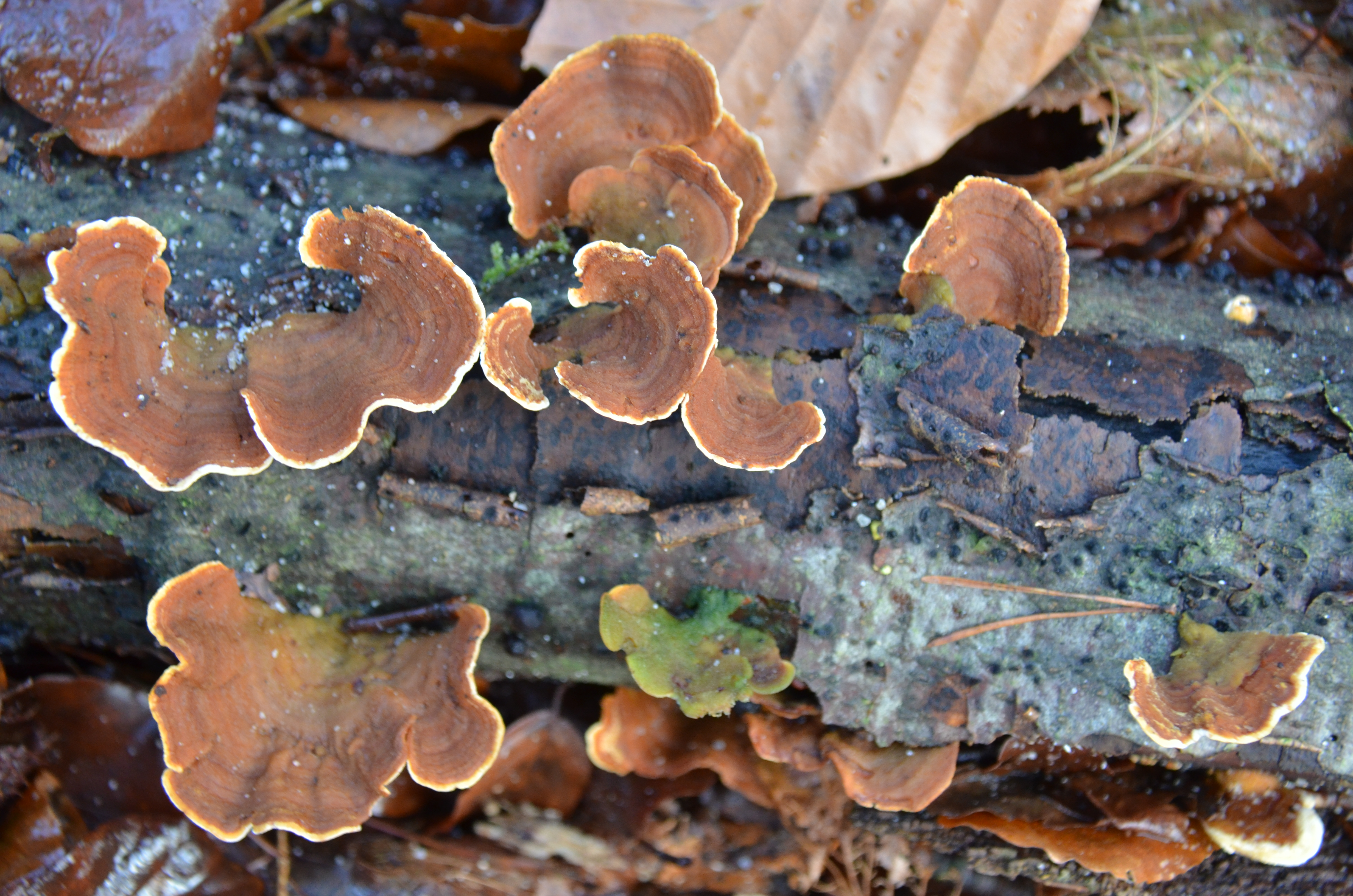
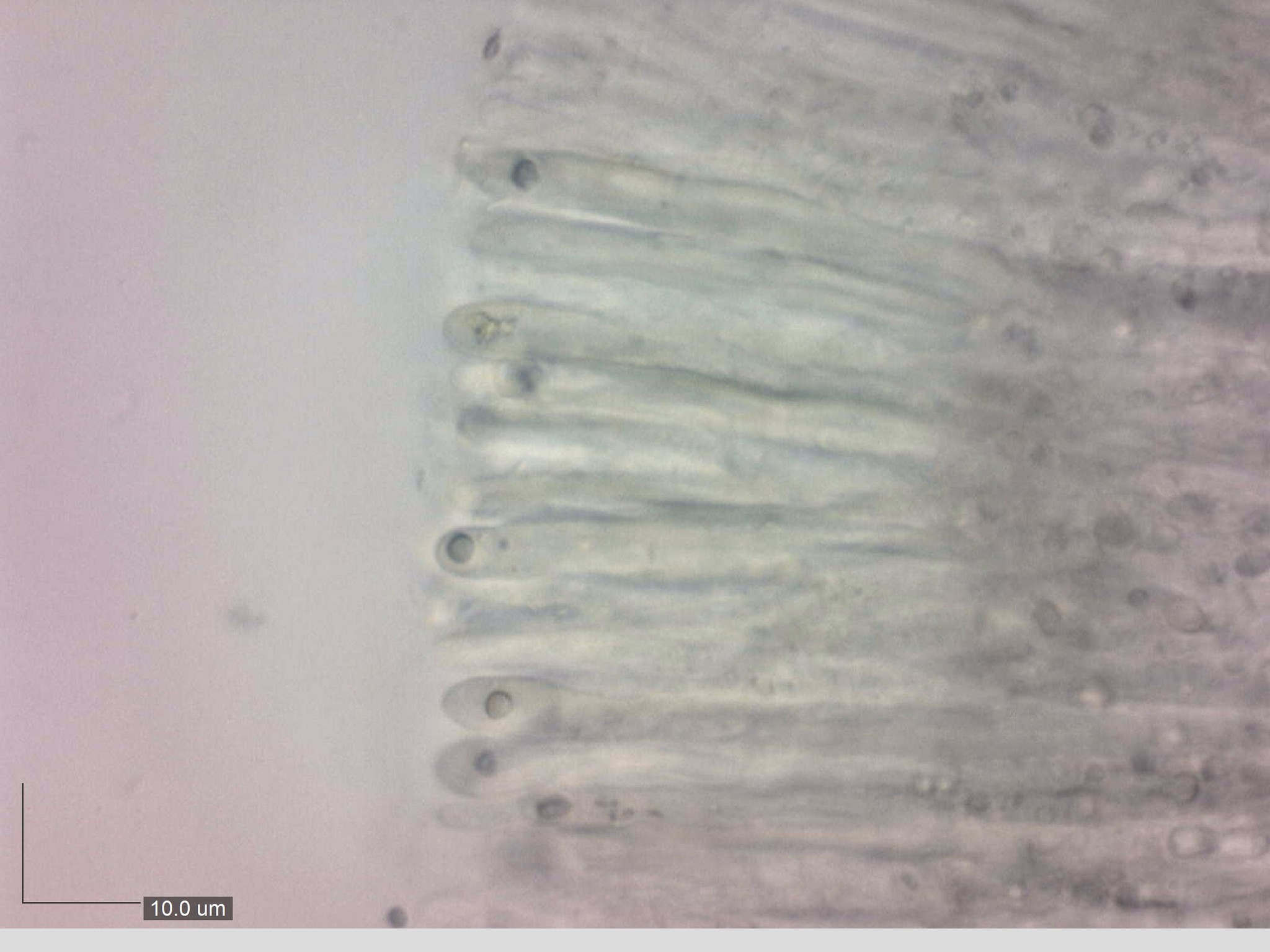
Parafysen